# Helena Costa
Helena Margarida dos Santos e Costa, hay Helena Costa, (sinh ngày 15 tháng 4 năm 1978) là một huấn luyện viên bóng đá người Bồ Đào Nha. Hiện tại, cô đang giữ vị trí Trưởng bộ phận Tuyển dụng của câu lạc bộ bóng đá Watford. Costa có bằng thạc sĩ về Khoa học Thể thao và bằng Huấn luyện cấp A của Liên đoàn bóng đá châu Âu (UEFA).
Từ năm 2012 đến 2014, Costa đã trở thành huấn luyện viên trưởng của đội tuyển nữ quốc gia Iran. Sau đó, cô đã tạo nên lịch sử khi trở thành người phụ nữ đầu tiên huấn luyện một đội bóng đá chuyên nghiệp nam ở Pháp, đó là đội Clermont Foot vào năm 2014. Tuy nhiên, trước khi mùa giải bắt đầu, Costa đã từ chức vì thiếu giao tiếp và sự tôn trọng từ phía câu lạc bộ.
Costa cũng đã trở thành huấn luyện viên trưởng của đội tuyển nữ quốc gia Qatar từ năm 2015 đến năm 2016. Sự nghiệp huấn luyện của Costa được đánh giá cao vì đã phá vỡ các rào cản và thách thức các định kiến về giới tính trong thế giới bóng đá, đặc biệt là trong một thế giới mà nam giới chiếm ưu thế.

## Sự Nghiệp
Helena Margarida dos Santos e Costa, hay Helena Costa, là một huấn luyện viên bóng đá người Bồ Đào Nha. Cô sở hữu bằng thạc sĩ về khoa học thể thao và bằng A của UEFA về huấn luyện. Trước đó, từ năm 1997 đến năm 2010, cô đã huấn luyện các đội trẻ của Benfica, giúp đội đứng thứ hai trong giải vô địch quốc gia năm 2005. Ngoài ra, cô còn quản lý đội bóng hạng thấp Cheleirense và đội bóng nữ S.U. 1º Dezembro và Odivelas, giành được nhiều chức vô địch và đưa đội Odivelas lên hạng nhất với tư cách là nhà vô địch hạng hai.Từ năm 2008 đến năm 2011, Costa là người tìm kiếm tài năng cho câu lạc bộ Scotland Celtic F.C. tại Bồ Đào Nha và Tây Ban Nha. Cô cũng quay lại Celtic làm người tìm kiếm tài năng cho các đợt riêng biệt vào năm 2012 và năm 2013. Với tư cách là một huấn luyện viên quốc tế, cô đã dẫn dắt đội nữ Qatar giành chiến thắng đầu tiên của họ vào năm 2012.Vào ngày 22 tháng 10 năm 2012, Costa được bổ nhiệm làm huấn luyện viên của đội tuyển nữ Iran và dẫn dắt họ trong hai năm (2012-2014), nhưng không thể đưa đội đến World Cup 2015.